# Hong Kong Pro Cycling
Das Hong Kong Pro Cycling Team (chinesisch 香港職業隊 / 香港职業队, Pinyin Xiānggǎng Zhíyè Duì, Jyutping Heung1gong2 Jik1yip6 Deui6*2 – „Hongkong-Profi-Team“) ist ein Hongkong-chinesisches Radsportteam.
Die Mannschaft wurde 2005 unter dem Namen Purapharm gegründet und nahmen mit einer Lizenz als Continental Team hauptsächlich an Rennen der UCI Asia Tour teil. Manager ist Man Wong, der von Jin Kang Shen, Dor Ming Chau, Xiao Hua Zhang, Kain Ming Tsang und Wai Chung Man unterstützt wird. In ihrer ersten Saison gewannen sie mit Kin San Wu die Tour of South China Sea am Ende des Jahres. In der Teamwertung der UCI Asia Tour 2006 belegten sie den achten Platz.
Mit Ablauf der Straßensaison 2007 wurde das Team nicht mehr als Continental Team registriert. Stattdessen erfolgte ab der Bahnradsportsaison 2007/2008 eine Registrierung als UCI Track Team.

## Saison 2007

### Erfolge
| Datum            | Rennen                                | Sieger        |
| ---------------- | ------------------------------------- | ------------- |
| 10. Januar       | 5. Etappe Jelajah Malaysia            | Wong Kam Po   |
| 19. März         | 2. Etappe Tour de Taiwan              | Wong Kam Po   |
| 30. Juni         | Zeitfahrmeisterschaft Hongkong        | Wang Yip Tang |
| 1. Juli          | Straßenmeisterschaft Hongkong         | Kai Tsun Lam  |
| 10. Oktober      | Chinesische Straßenmeisterschaft      | Gang Xu       |
| 23. Dezember     | 1. Etappe Tour of South China Sea     | Wang Yip Tang |
| 23.–30. Dezember | Gesamtwertung Tour of South China Sea | Wang Yip Tang |

### Mannschaft
| Name             | Geburtstag        | Nationalität        |
| ---------------- | ----------------- | ------------------- |
| Chun Hing Chan   | 24. April 1981    | Hongkong            |
| Chak Shing Cheng | 8. Juli 1986      | Hongkong            |
| Chun Woh Cheung  | 25. Dezember 1988 | Hongkong            |
| King Wai Cheung  | 3. September 1985 | Hongkong            |
| Chi Sek Chui     | 30. August 1988   | Hongkong            |
| Siu Wai Ko       | 9. November 1987  | Hongkong            |
| Kwok Ho Ting     | 26. Februar 1988  | Hongkong            |
| Kai Tsun Lam     | 24. November 1984 | Hongkong            |
| Hin Leung Szeto  | 15. November 1988 | Hongkong            |
| Wang Yip Tang    | 5. Juni 1984      | Hongkong            |
| Wong Kam Po      | 13. März 1973     | Hongkong            |
| Kin San Wu       | 4. Mai 1985       | Hongkong            |
| Gang Xu          | 28. Januar 1984   | Volksrepublik China |
| Yongsheng Yan    | 22. Juli 1987     | Volksrepublik China |
| Ying Hon Yeung   | 30. Juli 1988     | Hongkong            |

## Erfolge 2008
| Datum       | Rennen                               | Sieger          |
| ----------- | ------------------------------------ | --------------- |
| 9. März     | 1. Etappe Tour de Taiwan             | Wong Kam Po     |
| 15. März    | 7. Etappe Tour de Taiwan             | Wong Kam Po     |
| 22. Oktober | 4. Etappe Tour of Hong Kong Shanghai | King Wai Cheung |

## Platzierungen in UCI-Ranglisten
UCI Asia Tour
| Saison | Mannschaftswertung | Fahrerwertung     |
| ------ | ------------------ | ----------------- |
| 2006   | 8.                 |                   |
| 2007   | 4.                 | Wong Kam Po (11.) |